# 佐野元春
佐野 元春（さの もとはる、1956年3月13日 - ）は、日本のシンガーソングライター。東京都出身。既婚。
1980年に、シングル『アンジェリーナ』でデビュー。詩人としてのメッセージを内包した歌詞、多様なリズムとアレンジ、ラップやスポークン・ワーズなどの手法を実践。さまざまなジャンルの音楽を折衷させた曲を数多く発表して作品の商業的ヒットに関係なく高い評価を得ている。現在は独立系レーベル「Daisy Music」を主宰し、インターネットを通じた音楽活動等でも先駆的な試みを続けている。

## 経歴

### デビュー以前
東京都千代田区神田生まれ（出身は台東区の浅草寺に近い下町）。当時の家族構成は本人、両親、妹が一人。父は会社の経営者で、母は元新劇女優で青山でジャズ喫茶を運営。少年時代は漫画家に憧れ、手塚治虫のアトリエを訪れたり、自身が描いた漫画を雑誌に投稿しようとしたこともあったが、徹夜で書いた漫画を母に破り捨てられたことがきっかけで、急速に漫画から音楽に関心が移っていく。
中野区立第四中学校入学前後に、友人からトランジスタ・ラジオをもらい、HOT100系のポップスやブリティッシュ・インヴェイジョン系のロックに傾倒。中学1年の夏にザ・フーのピート・タウンゼントのギター姿に憧れ、のちにアルバイトで資金を貯めてギターを購入。この時期に詩にもはまり、ランボーやマラルメなど愛読。中学2年の初夏にヘルマン・ヘッセの「赤いブナの木」にメロディを付けたものが初の自作曲になる。
立教高等学校（現・立教新座高等学校）1年の夏にボブ・ディランを知り、強い影響を受ける。ディランが影響を受けた文学を探っているうちにジャック・ケルアックを知り、ビート・ジェネレーションに傾倒。15の時の3大ヒーローはボブ・ディラン、J・D・サリンジャー、ジャック・ケルアックだったという。高校2年になってようやく音楽部に入部、ピアノを始める。この頃、吉祥寺の「ジョージ組」なるバイク集団に所属、この時期に無謀運転で2回交通事故を起こしている。高校3年の7月、実家の引っ越しに同行せず一人暮らしを始め、夏休みに横浜で出会ったモダン・ダンサーに強い影響を受ける。同年12月、音楽部が母体のバンド「バックレイン元春セクション」を結成。結成当時は5人編成だったが、まもなく同級生の妹であるMANNAが加入し、6人編成になる。
なお、学生時代に制作された楽曲のいくつかはプロになってから正式に発表されている。
1974年4月に立教大学社会学部に入学。バックレイン元春セクションの活動は続き、初夏にヤマハポピュラーソングコンテストに応募する際にホーンセクションが4人加入。ボーカル・ピアノ（佐野）、キーボード（MANNA）、ツインギター、ドラム、ベース、ホーンセクションという10人編成の大所帯バンドになる。ポプコンでは「Bye Bye C-Boy」を歌い杉真理らを抑えて関東・甲信越地区代表になるが10月の本選会では無冠で、同時にバンドの維持が不可能になったために解散（一説には主催者を誹謗する発言をしたためにノミネートから外されたと言われている）。同年11月に慶應義塾大学の学園祭のミニコンサートに出演した際に知り合った佐藤奈々子に、ボブ・ディランを聴かせるなどの音楽的教育を施す。この時期に全くの別メンバーでバックレイン元春セクションを再度立ち上げようとしたが、ハイ・ファイ・セットにドラムとベースを引き抜かれたことをきっかけに自然消滅し、翌1975年冬からは佐藤と共に音楽活動を始める。同年末に佐藤が大学主催の女性シンガーソングライターのコンテストに出場した際に「綱渡り」という曲を共作し、翌1976年3月に優秀賞を受賞。同年秋に佐藤のデビューが決まってからは自身の音楽活動を行う。1977年、佐藤奈々子のアルバム『Funny Walkin'』、『Sweet Swingin'』にも参加。この時期に佐藤の所属事務所の紹介で小坂忠と知り合い、CM音楽の録音などを手伝う。
1978年に当時使用していたスタジオのエンジニアの勧めで、再びヤマハポピュラーソングコンテストに出場。「Do What You Like-勝手にしなよ」を歌い、関東・甲信越地区代表になり、5月の本選会では優秀曲賞を受賞。しかし、数あるデビューの誘いを断って、生活費・学費を稼ぐため広告代理店に就職を決め、大学を卒業。会社員時代は真野響子のラジオ番組制作などを担当。1979年秋、アメリカに取材旅行に出向き現地のアーティストらにインタビューを行う。サンフランシスコで出会ったミュージシャンとの交流するなかで「自分は何者になりたかったのか」と自問自答し、再びミュージシャンを志す。帰国直後に退社。以前から才能を認め、プロデビューを促していたEPIC・ソニーのプロデューサー小坂洋二の勧誘を受諾してデビューが決まる。同年末にヤングジャパンと契約。

### デビュー直後
1980年2月からレコーディングに入り、そこで伊藤銀次と知り合う。同年3月21日にシングル「アンジェリーナ」（EPIC・ソニー）でデビュー。同年4月7日から始まった音楽番組『ファイティング80's』（TVK）のレギュラーに抜擢される（デビュー後の初ライブはこの番組で、日本電子工学院ホールにて収録）。同年4月21日にアルバム『BACK TO THE STREET』を発表。6月から横浜舶来屋で定期的に、7月からルイードで月一で『ファイティング80's』のバックバンドとともにライブを始める。8月にマネージャーが交代したことを機に、ヤングジャパン所属ミュージシャンの前座（アリス、岸田智史、ばんばひろふみなど）の仕事が増える。10月6日のワンマン・コンサート（横浜教育会館）の打ち合わせの際にバックバンドの名前を「THE HEARTLAND」に決定。同年末に沢田研二のアルバム『G.S.I LOVE YOU』に楽曲提供したことを皮切りに他ミュージシャンへの楽曲提供も幅広く行うようになる。
1981年4月から『サウンドストリート』（NHK-FM）の月曜日担当になり、同番組の枠で『元春レイディオ・ショー』を開始。同年6月にシングル「SOMEDAY」を発表。同時期に伊藤を通じて交流を始めることとなる大瀧詠一に引き立てられ、大瀧のプロジェクト「ナイアガラ・トライアングル」に杉真理とともに参加。自らのアルバムと『NIAGARA TRIANGLE Vol.2』のレコーディングを並行して制作。同年11月には大瀧の「ヘッドフォンコンサート」（渋谷公会堂）に参加、ナイアガラとの交流を深めた。

### 初期三部作の完成と方向転換
『BACK TO THE STREET』『Heart Beat』と2枚のアルバムを発表していたが、セールスには結びつかなかった。しかし、ラジオDJとしてあるいはライブパフォーマンスの凄いロックミュージシャンとして、徐々にファンが付くようになり、アルバム『SOMEDAY』を1982年5月に発表。レコーディング・エンジニアに吉野金次を迎え、フィル・スペクター並みのウォール・オブ・サウンドを導入したことで、シングルでは注目されていなかった「SOMEDAY」が注目を浴びるようになり、アルバム『SOMEDAY』はオリコンアルバムチャートで最高位4位を記録。
前ツアーからほとんど間を開けず、1982年9月から1983年3月までコンサートツアー『Rock & Roll Night Tour』を全40ヶ所で行い全国的に成功を収める。ホールクラスで行われた同ツアーは軒並みソールドアウトを記録。このツアーを観た吉川晃司や尾崎豊は感銘を受けたと後に語っている。ツアーの最終公演である東京・中野サンプラザのステージで、ニューヨーク行きを発表。渡米直前に編集盤『No Damage (14のありふれたチャイム達)』がオリコンで1位を記録し、佐野元春ブームが起きる中で同年5月に渡米。
プロデューサーやマネージャーの仕事（アルバムのレコーディングの手配やスケジュール管理など）を全て自ら行った。また、弁護士を雇い、音楽ビジネスについて一から学んだとしている。渡米直前の『新譜ジャーナル』のインタビューでは「同時代の世界中のアーティストと同じ呼吸をしたい」「ニューヨークにいる期間は未定です。ヴァイブレーションが合えばいますし、合わなければすぐに帰ってきます」と述べている。
ニューヨークでアパート暮らしをしながら、クラブシーンのミュージシャンや前衛の映像作家などと交遊関係を築き、現地のミュージシャンとともにラップを取り入れながらもそれを換骨奪胎した「新しいサウンド」で新曲をレコーディングし、アルバム『VISITORS』を製作。完成の達成感からか帰国してからも長い間躁状態に悩まされたという。
1984年4月にアルバム『VISITORS』の先行シングルとして「TONIGHT」を7インチ・シングル盤と12インチ・シングル盤で同時発売し、売上で12インチ・シングル盤が上回った。これ以後、邦楽における12インチ・シングル盤がブームとなった。
同年5月にアルバム『VISITORS』を発表し、翌6月に帰国。数曲でラップを取り入れたことや、前作までのナイアガラ系に通じるサウンドから一変したことで、賛否両論が巻き起こったものの、オリコンで1位を記録する。メジャーレーベル系ミュージシャンとしては初の日本語によるラップ「COMPLICATION SHAKEDOWN」のMVは、前衛映像作家のジョン・サンボーンが担当するものの、ラディカルすぎるという判断で20年近くお蔵入りすることになった。また、全国70カ所におよぶコンサートツアー『VISITORS TOUR '84〜'85』では、ナム・ジュン・パイクの影響でTVモニターを何十台も積み重ねて不規則な映像を流すなど、アバンギャルドなステージを展開。コンサートの形態にも新たな試みを取り入れた。同年11月、松田聖子の「ハートのイアリング」をHolland Rose名義で作曲した。

### 初のトップ10ヒット『Young Bloods』
1985年2月に国際青年年のテーマ曲として「Young Bloods」を発表。佐野自身初のトップ10ヒットとなり、同曲の印税はアフリカ難民救済のチャリティーとして寄付された。同年6月に行われた「国際青年年記念 ALL TOGETHER NOW」にも出演。サザンオールスターズと共にセッションを行い話題となる。5月にはエレクトリックサウンドにのせた自作詩の朗読（スポークン・ワード）と詩集・写真集・ストリートアートなどが複合的にミックスされたカセットブック作品『ELECTRIC GARDEN』を小学館から発表。収録曲「リアルな現実 本気の現実」は3分弱に編集されシングルカットされた。続く7月には、ライヴエイドに日本代表として参加。アフリカの飢餓状況を映した映像とライブでの演奏シーンをミックスした「Shame─君を汚したのは誰」が、歌詞の英語訳テロップと共に世界に発信された。

### 『M's Factory』の設立
1986年、これまで培ってきた音楽制作やビジネスのノウハウを元にして自由な表現フィールドを獲得するために、自身によるレーベル「M's Factory」を発足。責任編集の季刊誌「THIS」を扶桑社より発刊するなど多岐にわたるメディア活動を展開。また、ライブ活動においても、東京・日本青年館で月に一度のペースで定期ライブを行う「Tokyo Monthly」を開催。チケット申し込みの電話回線がパンクする事件がおきるほどの人気を博す。当時は次作アルバムの制作中ということもあり、レコーディング前の未発表曲を演奏するなどのアクションも頻繁に行われた。

### UKムーブメントへの接近
1986年12月には、先に発表されていた「Young Bloods」「CHRISTMAS TIME IN BLUE -聖なる夜に口笛吹いて-」を含むアルバム『Café Bohemia』を発売。アルバムに先駆けてシングル発売され、チャートトップ10入りを果たしていた「WILD HEARTS -冒険者たち-」「STRANGE DAYS -奇妙な日々-」なども収録。イギリスやフランスを旅しながら作られた楽曲群は、ジャズ、ソウル、スカ、レゲエなどの多彩なリズムが採り入れられている。これは当時イギリスでムーブメントとなっていた、ブラックミュージックや第三世界の音楽をUKポップ音楽に融合させたアプローチであり、この流れを主導していたロンドンのレコーディング・エンジニア、アラン・ウインスタンレイを起用している。
『Café Bohemia』のリリースと前後して、10月から翌年9月までの約1年間で約80公演にも及ぶ「Café Bohemia Meeting」と題された全国ツアーを決行。ストレートなロックンロールから、複雑なポリリズムによるダンスサウンド、ソウルフルな演奏が披露され、THE HEARTLANDの演奏力が確立することになる。1987年9月に初の単独スタジアムライブが横浜スタジアムで行われ、この日の演奏を収録したライブ・アルバム『HEARTLAND』（オリコン1位を記録）が、1988年4月に発表された。
この頃に国内で大きな議論となっていた原子力発電所の建設問題について、自身のラジオ番組「AJIスーパーミクスチャー」で特集を組む予定が、地方局からクレームが来て頓挫。急遽シングル「警告どおり 計画どおり」を1988年8月に発表。一方、同番組内で、M'sFactoryのレーベルの主催者として、自身の偽名ユニット「ブルーベルズ」やTHE HEARTLANDの別名義のバンド、インディペンデントで活躍するアーティストのプロデュース活動も開始。最終的にはコンピレーション・アルバム『mf Various Artists Vol.1』としてまとめ、1989年8月に発表となった。
1988年、次作のアルバム制作をスタート。初期段階ではTHE HEARTLANDとのレコーディング作業を重ね、ラディカルなロックサウンドが最終形に近い形で完成していく。しかし、より明快かつポップなサウンドを求め、それまでのセッションを白紙に戻して単身渡英。エルヴィス・コステロなどを手がけたプロデューサーであるコリン・フェアリーを陣頭指揮とし、ブリンズレー・シュウォーツ、アトラクションズ、ピート・トーマス等、UKパブロック周辺のミュージシャンとレコーディングセッションを開始する。
こうしたセッションを経て、先行シングルとなった「約束の橋」や、「ナポレオンフィッシュと泳ぐ日」、「ジュジュ」などを収録したアルバム『ナポレオンフィッシュと泳ぐ日』が完成。1989年6月にリリースされる。サウンド面では、伝統的なUKロックと、オリエンタリズムが融合。60年代のF-Beatサウンド的な疾走感をもつタイトル曲から始まり、アフリカンビートやスキッフル、シャッフル、ロックンロールといった様々なリズムが取り入れられている。詩においてはそれまでの英語やカタカナ語でビートにアクセントをつけていく、いわゆる「佐野元春文体」とは一線を画すものとなっている。啓示的な内容をもつ現代詩を元に、カタカナ語を廃し、語数も少ない。抽象的かつ象徴的な言葉の組み合わせによってイメージを聞き手に喚起させる手法は、佐野元春の作品におけるひとつのターニングポイントとなった。
本作のプロモーションツアーである「ナポレオンフィッシュ・ツアー」を1989年6月から12月まで決行。ステージ背景には荒涼とした砂漠の写真が映し出され、そうした映像を背にして、これまでのキャリアの中でもっとも攻撃的な演奏を展開した。二度目となる横浜スタジアムでのライブを間に挟み、年末まで続けられた本ツアーの最終公演のステージ背景には「Good by 80's, so don't look back」と記されていた。
デビューから10年目となった1990年には今までのシングル曲とカップリング曲の一部を収録した「Moto Singles」を5月に発売。並行して新作アルバムの制作をスタートさせ、佐野元春 with THE HEARTLAND名義としては『Café Bohemia』に続く2枚目となる『Time Out!』を11月にリリースした。アルバムタイトルが示すとおり、過去作品に見られる大上段から振りかざすような音楽のダイナミズムは一旦休憩となり、全面アナログレコーディングと、少数編成のバンドサウンドを核とした素朴な音作りの曲が並んだ。詩も「街に暮らす少年少女」が成長した様子を平易な言葉を選んで描きながらも、時代が狂乱のあとで疲弊していく様子を見つめながら「家に帰ろう」（収録曲「空よりも高く」より）と歌う。
『Time Out!』のプロモーションツアーの最終公演である大阪フェスティバルホールでは、ステージにオノ・ヨーコと子息のショーン・レノンが登場。ジョン・レノンの生誕50周年を記念したイベント『グリーニング・オブ・ザ・ワールド』（G・O・W）の趣旨に賛同して、佐野が作詞・作曲し、三人でレコーディングした「エイジアン・フラワーズ」をステージで披露した。なお、東京ドームで開催された『グリーニング・オブ・ザ・ワールド』でも共演を果たしている。
1991年、過去のバラードの再アレンジも含めたアルバム『Slow Songs』発売。その一方で、佐野が「空白の一年」と呼ぶように、この時期はしばらく音楽活動から離れている。また、同年の10月には自身の父が他界している。その後、新作レコーディングをスタートする前に、ノンプロモーショナルな全国ツアーとして「See Far Miles Tour PartI」を1992年1月から4月まで決行。オーディエンスとのコール&レスポンスを通じてスランプを断ち切ったという。

### 『Sweet16』、『The Circle』
1992年には、2年ぶりのオリジナル・アルバム『Sweet16』を発売。このアルバムは第34回日本レコード大賞の優秀アルバム賞を受賞した。また『ナポレオンフィッシュと泳ぐ日』収録の「約束の橋」がドラマ「二十歳の約束」の主題歌に選ばれたことから、カップリングに「Sweet16」を伴って再リリース、オリコン4位を記録。「VISITORS」以降「約束の橋」を含む『No Damage II』も12月にリリースされる。『Sweet16』を携えての全国ツアー「See Far Miles Tour PartII」が1992年9月から翌年1月まで行われた。
さらに、1993年11月には、アルバム『The Circle』がリリースされる。これは前作『Sweet16』と、音楽的にも感情的にも表裏一体となるもので、ソウルやゴスペル、リズム&ブルース色が色濃い作品となっている。なお、収録曲「レインガール」は、1995年にトヨタ・カルディナのCMソングに使用され、佐野自身もCMに登場した。シングル「彼女の隣人」はローソンのCMソングに使用された。

### THE HEARTLANDの解散
1993年12月から1994年4月まで「The Circle Tour」が行われる。このツアーに先立ち、1993年10月には東京・渋谷公園通りで突然のシークレットライブを決行。その後も学園祭でのライブや「Act Against Aids '93」でのステージアクトをこなすなど、さまざまな規模のライブ活動が行われた。このツアー中の1994年4月、バンドの解散が発表された。同年9月に解散ライブ「Land Ho!」を、所縁の地である横浜スタジアムで行う。同年10月に自身の母ががんで亡くなる。
1995年3月、バンド解散後初めて、阪神・淡路大震災被災者チャリティ・コンサートに出演。誕生日である3月13日にはインターネット時代の本格到来に先駆けて国内初のアーティスト公式サイト「Moto's Web Server」を開設。ファン有志によって作られたこのWebサイトは、オフィシャル・ファンサイトとして、現在もボランティア・スタッフにより運営されている。
1996年には、新しいバンドやアーティストとのコラボレーション活動も積極的に展開している。8月には佐野が主催するロック・イベント「THIS!」を東京・赤坂BLITZで開催。1996年から1998年まで3回開催されたこのイベントは、優秀な新人のショーケース・ライブとして、山崎まさよし、Dragon Ash、TRICERATOPS、Coccoなど後に第一線で活躍することになるミュージシャン・バンドが多数出演。また、トリビュート・アルバムブームの先駆けとも言うべき佐野のトリビュート・アルバム『BORDER』が発売。これは佐藤奈々子が企画したもので、彼女の呼びかけに応えたザ・グルーヴァーズ、川村かおり、GREAT3、ヒートウェイヴ、プレイグスらが参加。それぞれ佐野楽曲の新解釈を披露している。

### The Hobo King Bandの結成
新作のレコーディング作業を続けていたこの時期、レコーディングセッションを通じ集まったメンバーによる佐野の新バンド「INTERNATIONAL HOBO KING BAND」（その後何度か改名の後、最終的に「The Hobo King Band」という名称になった）を結成。1996年1月に「INTERNATIONAL HOBO KING TOUR」が行われ、7月にはTHE HEARTLAND解散後初のアルバムとなる『FRUITS』をリリース。それまでのオリジナル・アルバムの中で最も多い収録曲数となる全17曲は、もともと指向が広い佐野の音楽性に彩られながら、いずれも2分から3分のポップソングとなっている。THE HEARTLAND解散後の新しいスタイルが早くも提示された。また、このアルバムはミュージック・マガジン誌で年間ベストアルバムNo.1に選出されるなど、現在も評価の高い作品である。
1996年9月から年末にかけ、The Hobo King Bandとともに全国ツアー「Fruits Tour」を行う。さらに12月には日本武道館、大阪城ホール、横浜アリーナというアリーナクラスの会場で「Fruits Punch」を敢行。中でも特筆すべき点として、日本武道館では国内初のインターネット・ライブ中継を実施した。
「FRUITS」プロジェクトを終えた佐野とThe Hobo King Bandは、さらに音楽的結束を固めるため1997年夏に渡米。ザ・バンドやジャニス・ジョプリンの出世作を手かげたプロデューサーであるジョン・サイモンを迎え、ウッドストックにてアルバム『THE BARN』を製作。1997年12月にリリースした。
アルバム・タイトル「Barn」が示すとおり、アルバム制作はウッドストックのベアズビルにある納屋を改造したスタジオに住み込み状態でレコーディングが進められるという、ウッドストックのマナーに沿ったものであった。近くに住むガース・ハドソン（ザ・バンド）、ジョン・セバスチャン（The Lovin' Spoonful）、エリック・ワイズバーグらがスタジオに訪れてはセッションに参加した。アルバムは、その完成度もさることながら、アメリカン・ロックに対するリスペクトの念に溢れたものであり、また1990年代後半に台頭してきたオルタナティブ・カントリーという新しい流れに呼応した姿勢は、音楽評論家筋から高く評価されることになった。アルバム収録曲である「Doctor」と「どこにでもいる娘」は、製作期間中に不慮の事故で自身の妹が亡くなった事に関連している。
翌年初頭である1998年1月から4月にかけて「The Barn Tour」を行う。中でも3月29日に行われた大阪フェスティバルホールでのライブでは、この日のためにジョン・サイモンとガース・ハドソンが来日し、サイモンはタンバリンで、ハドソンはアコーディオンで演奏に参加した。また、ステージ袖で佐野のパフォーマンスを見ていたサイモンは、ステージ上にあるプロンプターに「Elvis loves you」というメッセージを演奏中の佐野に贈ったという。

### デビュー20周年
デビュー20周年を目前とした1999年、佐野は「どうしても20周年前に一枚アルバムを作っておきたかった」という思いから、プライベート・スタジオを作り、MacとPro Toolsを核としたデジタルレコーディングシステムを構築。そこでさまざまな楽曲のレコーディングを始める。
こうして出来上がっていった作品群が結実したアルバム『Stones and Eggs』を1999年8月にリリース。ほぼすべての楽器演奏やプログラミングを自身で行った。一方、詩の面では、次第に混乱していくこの国の現実と、その中でサバイバルする人々を表現した作品が増えた。この視点は後の『THE SUN』『COYOTE』に脈々と繋がっていく。また「GO4 Impact」ではDragon Ashの降谷建志とコラボレーションした。
同年8月には、国内初の有料インターネットライブ「The Underground Live」を開催。まだナローバンド回線だった時代にアンプラグドライブをThe Hobo King Bandと共に演奏された。なお、この模様は当時開局したばかりのCS局「Viewsic」（現・MUSIC ON! TV）にても生中継された（ただし、途中で放送が打ち切られた）。
続く12月には、ファンへの感謝を込めたメッセージ曲「INNOCENT」がソニー・ミュージックエンタテインメントより国内初の有料音楽ダウンロードとして販売。数年後に活発化する音楽のネット販売を見据えたアクションとして注目を集めた。
デビュー20周年となる2000年は、それまでの活動を総括する作品が多くリリースされた。まず1月には、それまでの代表曲32曲をリミキシングとリマスタリングしたアルバム『The 20th Anniversary Edition 1980-1999 his words and music』がリリースされ、1月から3月までは20周年記念の「The 20th Anniversary Tour」をBLACK BOTTOM BRASS BANDと共に全国で9公演行う。9月には主要なクラブミックス、ダンスミックス・ヴァージョンを集めたコンピレーション・アルバム『Club Mix Cllection 1984-1999』をリリース。続く11月には、コンピレーション・アルバム『GRASS 〜The 20th Anniversary Edition's 2nd〜』をリリース。さらに12月にはスポークン・ワード作品を集めた編集版『Spoken Words Collected Poems 1985-2000』を発売した。
また、初期の主要作品を発表してから20周年にあたる年に、20周年記念盤をリリースするというアクションも行われている。2002年5月にはアルバム『SOMEDAY』の発売20周年を記念した『Someday Collector's Edition』を発売。デモトラックなど未発表音源と当時の詳細な資料がパッケージされた。その後も80年代に発表した重要なアルバムである『VISITORS』『Café Bohemia』『ナポレオンフィッシュと泳ぐ日』がそれぞれ20周年記念盤としてリリースされ、ニューヨークで制作された「COMPLICATION SHAKEDOWN」の未発表MVや、『Café Bohemia』制作時に訪れたパリでのプライベートフィルム、横浜スタジアムで行われた「ナポレオンフィッシュツアー」の模様など、その時々の貴重な映像がDVDの形で収録されている。

### 新たな変革期
2001年、21世紀最初の作品となるべく新作のレコーディングをThe Hobo King Bandとスタートする。バンドにはザ・ハートランド時代からの旧友、古田たかしがドラムで、サックスに山本拓夫がサックスで参加。レコーディングの模様は逐一「Moto's Web Server」でレポートされていった。
2001年3月、坂本龍一の呼びかけの元、地雷廃絶を訴えるキャンペーンに参加し、TBS50周年特別企画番組「地雷ZERO 21世紀最初の祈り」に出演。坂本による地雷除去のためのチャリティーソングZERO LANDMINEの制作にも参加する。
5月に非営利組織「Naked Eyes Foundation」を設立。団体の理念を「個人的な社会貢献活動を支援する非営利組織」とし自身の活動による収益一部を社会貢献に還元するものである。実際に自身の活動から得た収益を子供の貧困問題の解決に向けた救援金、湾岸戦争以降白血病やがんの子供が増えたイラクの医療への支援金、アフガニスタン紛争やイラク戦争で傷ついた子供たちのための救援金、スマトラ島沖地震、新潟県中越地震、東日本大震災といった自然災害への義援金として寄付した実績を持っている。
9月11日、アメリカ同時多発テロを受け、すぐさま「光 - The Light」を書き下ろす。祈りと慈悲と癒しが交差するこの曲は、プライベートスタジオで多重録音され、ラフミックス後すぐにMoto's Web ServerからMP3無料ダウンロードで ネット配信 された。この動きに異を唱えた所属レコード会社との交渉の末、9月18日〜30日までの期間限定配信となったが、一週間で約10万ダウンロードされることとなった。9月21・22日には、井上鑑らとスポークン・ワーズライブ「In motion 2001 - 植民地の夜は更けて」を鎌倉芸術館で行う。そのとき、観客を前に「光 - The Light」を演奏した。この曲は戦後60年を迎えた2005年8月17日に改めて有料配信され、収益を前述の通り寄付している。

### 『Daisy Music』設立へ
2003年には、デビュー以来所属していたレーベルある、エピックレコードジャパンの25周年記念イベント「LIVE EPIC 25」に参加するも、CCCD問題などでレーベルと対立が発生。翌年2004年6月にはエピックレコードを離れ、自主レーベル『Daisy Music』を発足する。原盤制作および管理は自主レーベルで行い、宣伝と流通はメジャーレコード会社であるユニバーサルミュージックに委託するという、世界的に進むアーティスト主体のメジャーインディペンデントな考えを実践したレーベル形態となっている。
2004年7月21日には、Daisy Musicからの第一弾アルバムとなる『THE SUN』が、4年半ぶりの新譜としてリリースされる。曲毎にさまざまな人物の視点で描かれた短編集のような作りになっている。そしてそれらはすべて「2004年の日本」を生きる人々の歌であり、自由の追求、「連帯」がもつ陰と陽の部分、そして夢を見る力をもつことの尊さが歌われている。
2004年10月から2005年にかけて全国30公演で行われた「THE SUN TOUR 2004-2005」を行う。二部構成のステージとなったこのツアーは、The Hobo King Bandに古田たかし（Dr.）と山本拓夫（Sax）が加わったことで、第一部の佐野元春クラシックではThe Heartland時代からお馴染みのライブアレンジが次々と再現され、続く第二部ではアルバム『THE SUN』がディテールを含めてライブで再現された。スィングしながら縦横無尽に演奏を繰り広げるジャムバンド的な側面も色濃くなり、現在まで続くThe Hobo King Bandのバンドサウンドが確立されたツアーとなった。
2005年夏には「ap bank fes '05」や埼玉県狭山市で開催された「ハイド・パーク・ミュージック・フェスティバル2005」など音楽フェスティバルに意欲的に参加。また、この年に日本上陸となったiTunes Storeへ、インディペンデントレーベルとして最初の参加表明をするなど、インターネット時代のレーベルとしてその基盤を着実に整備していった。

### 『COYOTE』の誕生
2005年9月から新作のレコーディング作業を開始する。バンドは盟友The Hobo King Bandではなく、ノーナ・リーヴスの小松シゲル（Dr.）、GREAT3の高桑圭（Bass）、Mellowheadの深沼元昭（G.）という、佐野元春の音楽を聴き続けてきた若い世代のミュージシャンとのレコーディングセッションが続けられた。その最初の成果として2005年12月に3トラックEP『星の下 路の上』がリリースされる。こうした世代を超えたミュージシャンやソングライター同士の連帯は、翌年のポッドキャスト番組「MUSIC UNITED」を経て、深沼元昭、山口洋（ヒートウェイヴ）、藤井一彦（ザ・グルーヴァーズ）の三人がボーカルとして参加した音楽プロジェクト「MusicUnited.」にまで発展していく。
新作レコーディングを続ける一方、全国ツアーも精力的に展開。The Hobo King Bandに女性コーラスグループ「T.T.Sisters」を加え、2006年1月から4月まで全国ツアー「星の下 路の上」を全13公演行う。千秋楽となった東京国際フォーラムの公演では3時間以上に及ぶステージを披露、その模様は2枚組DVD「TOUR2006 星の下 路の上」にてノーカット完全版として発表。同年11月には「Dream Power ジョン・レノン スーパー・ライヴ2006」に出演し、ザ・ビートルズの「カム・トゥゲザー」を演奏。年末には音楽雑誌「ロッキング・オン」の主催する音楽イベント「COUNTDOWN JAPAN 06/07」に出演した。
2007年も新作レコーディングと並行して「札幌市民会館 最後の日」や東京・新宿コマ劇場での「サンボマスター vs 佐野元春」で演奏するなど、精力的な活動が続けられた。6月には新レーベル体制になってから2作目となるフルアルバム『COYOTE』が発表される。前作『THE SUN』で見せた、さまざまな登場人物の喜怒哀楽をスケッチする手法から大きく転換し、「コヨーテ」と呼ばれるアウトロー的な男の視点で描かれた「架空のロードムービーのサウンドトラック」というコンセプト・アルバムとなっている。収録された全12曲はいずれも、ビート・ジェネレーション的であり、サウンドの面でも今までの佐野元春作品とは違った形の現代性を持っている。特にタイトルトラックである「コヨーテ、海へ」という7分にも及ぶロックバラッドは、一定の評価を得た。
この「コヨーテ」というコンセプトはアルバムだけに留まらず、それまでのスポークン・ワード作品をすべて集めたボックス・セット『BEATITUDE』、佐野元春の言葉と音楽について纏めた書籍「ビートニクス - コヨーテ、荒れ地を往く」でも共通のコンセプトとなっている。

### デビュー30周年に向けた動き
新作アルバムを発表した直後には必ずアルバムプロモーションのツアーを行っていたが、『COYOTE』リリース後に同作品を主体にしたツアーは行われず、2008年1月から3月までThe Hobo King Bandと共に全国22カ所を回るツアー「Sweet Soul Blue Beat」が行われた。最近では演奏されなくなっていた80年代のレア曲やライブ定番曲、そしてThe Hobo King Band結成以降の楽曲から構成され、いずれの公演も3時間にも及ぶステージが展開された。
一方、母校である立教大学の文学部客員講師として、詩作などに関する講義「文学講義412〜詩創作論2〜」を受け持つ。この活動は現在も形を変えて続けられており、70年代から活躍する国内のソングライターを招いて、それぞれの創作の核心に迫るというオープン講座が定期的に開催されている。
2009年3月31日には、佐野元春の主たる活動のひとつであるラジオDJがNHK-FMで復活。かつての「サウンドストリート」時代のサブタイトルであった「元春レイディオ・ショー」と銘打たれた音楽番組は、「サウンドストリート」時代から数えて実に22年ぶりとなる。2009年7月から9月,2010年7月から9月にかけては、NHK Eテレにおいて、毎回ソングライターたちをゲストに招いて、主に「歌詞」についてトークしていくテレビ番組『佐野元春のザ・ソングライターズ』を企画・出演。

### デビュー30周年アニバーサリー活動
2010年の3月に東京と大阪のライブハウスで、「アンジェリーナの日」と題されたライブイベントが開催。これをきっかけに、デビュー30周年の数々のアクションが提示されることになる。同年8月には初のスポークン・ワーズツアー「in motion 2010 僕が旅に出る理由」を全国5ヶ所で開催。「佐野元春のザ・ソングライターズ 2nd Season」がNHK Eテレにて放送される。続く9月にはベスト・アルバム『ベリー・ベスト・オブ・佐野元春 「ソウルボーイへの伝言」』をリリース、翌10月からは、全国クラブハウスツアー「ソウルボーイへの伝言」を全国21ヶ所で開催する。「ソウルボーイへの伝言」初日の前日にはWOWOW主催のスペシャルライブ「佐野元春30周年アニバーサリープレミアムライブ」も開催された。2011年1月3日には佐野のアルバム「コヨーテ」をBGMにした堤幸彦監督のロードムービー「コヨーテ、海へ」がWOWOWにて放送、同日には佐野の特番と、ビートを探求する番組も同時に放送された。1月からは大都市をめぐる「ALL FLOWERS IN TIME」ツアーが全国6ヶ所で開催、その合間にはセルフカバー・アルバム『月と専制君主』がリリースされる。3月に入り、ツアー・ファイナルを大阪で開催、大阪城ホールには佐野にゆかりのあるゲストが多数出演し、イベントを盛り上げた。大阪の後には東京ファイナルも控えていたが、東日本大震災の影響により公演が延期、一時は開催中止も視野に入れていたが、6月に振替公演が決定し、東京国際フォーラムでの2Days公演にて30周年アニバーサリーイベントを締めくくった。
2012年には、Facebookに佐野元春オフィシャル・ページを開設し、自身の活動や近況、世相を憂う文章などが綴られている。

### 揺るがぬ歩み、アフター30周年の活動
デビュー30周年アニバーサリーツアーの最終公演から半年後の2012年12月にホットスタッフ・プロモーションのイベント「L'ULTIMO BACIO Anno 11」（ルルティモバーチョ アンノ11）にCOYOTE BANDとしてライブを行い、珍しい曲を中心にライブを敢行する。同バンドには新たにギタリスト藤田顕が加わり、深沼とのツインギター体制になる。このバンドで「COUNTDOWN JAPAN 12/13」にも出演。2012年になってから更にこのメンバーで新曲のレコーディングを開始する。2012年3月から5月にかけてはビルボードライブ東京と大阪で、The Hobo King Bandによるライブを開催。新曲「トーキョー・シック」を含む20曲程度をチェロを交えたオルタナティブな演奏でファンを驚かせる。同6月から7月にかけては、COYOTE BANDとともにクラブハウスツアー「Early Summer Tour」を開催。新曲2曲を含む珍しい曲のオンパレードでファンを喜ばせる。特にライブ初演奏となる「警告どおり 計画どおり」はファンから意外性を持って迎えられた。
11月7日、ソニーミュージック時代の楽曲がiTunes Storeで販売開始された。
12月1日の栃木県総合文化センターから2013年2月の東京国際フォーラム ホールA公演まで行われた「2012-2013 WINTER TOUR」では、6歳から18歳までのオーディエンスについてはチケット代金を全額キャッシュバックする「U18 for Free」という試みが行われる。
2013年12月30日に大瀧詠一が解離性動脈瘤で死去。これを受け佐野は公式サイトで「日本の音楽界はひとつの大きな星を失った」「でもその星は空に昇って、ちょうど北極星のように僕らを照らす存在となった」という趣旨の追悼コメントを発表。2014年1月21日より、ラジオ番組「元春レイディオショー」（MRS）において大瀧関連の過去のアーカイブをもとに、故人の想い出を振り返る特集「ありがとう、大瀧さん」を4週にわたってオンエアした。
2014年9月21日、佐野が『VISITORS』を制作したニューヨークを再び訪れ、当時の制作スタッフたちとの再会した姿を映したドキュメンタリー『名盤ドキュメント 佐野元春“ヴィジターズ”〜NYからの衝撃作 30年目の告白〜』がNHK BSプレミアムにて放送される。
10月29日、アルバム『VISITORS』リリース30周年を記念しスペシャルエディション『VISITORS DELUXE EDITION』が発売。

### 伝承歌「君がいなくちゃ」発売・35周年アニバーサリー
2015年3月4日には学生時代に制作され、かねてから一部で『伝承歌』として注目されていた「君がいなくちゃ」が正式に発表され、iTunesロックチャートで1位を獲得し、年末には桑田佳祐にラジオ番組で絶賛されている。
同年には読売新聞社から要請を受けて制作されたCMソング「境界線」や、キヤノン「EOS 8000D」オリジナル連続Webドラマ「遠まわりしようよ、と少年が言った。」のために書き下ろした「私の人生」（翌年に配信限定で正式に発売されたEP「或る秋の日」の収録曲）などのタイアップ付きの楽曲も発表された。
2015年9月29日から2016年3月22日まで、TBSラジオ番組『SOUND AVENUE 905』の枠で「元春レイディオショー」が半年限定で復活。2月16日放送分では佐野のファンを公言する爆笑問題が出演するなど、趣向を凝らした内容となった。
2015年12月5日の京都KBSホールから2016年3月27日の東京国際フォーラム ホールAでの公演まで「佐野元春35周年アニバーサリー・ツアー 佐野元春 & THE COYOTE GRAND ROCKESTRA」が開催される。最終日には松本人志・片寄明人が観客としてこのライブに訪れた。

### アフター35周年の活動
2016年8月10日に東京国際フォーラム ホールAで開催された「THIS! 2016」では前年に成立した改正公職選挙法に伴い、選挙権年齢が20歳以上から18歳以上に引き下げられることになった事を祝し、18歳と19歳の者を対象に、開場前に受付窓口に行き、年齢を証明する身分証明書（免許証、学生証、保険証など）を提示することで、チケット代の8200円が無料になる「祝!18歳選挙権」という制度を導入。すでにチケットを購入済みの18歳と19歳の者は、当日受付窓口で料金が全額キャッシュバックされた。
2017年4月、ニューヨークを訪れアート・イヴェント『Not Yet Free』を開き、スポークン・ワーズを披露した。この模様は2017年5月28日にNHK BSプレミアムで「佐野元春ニューヨーク旅『Not Yet Free -何が俺たちを狂わせるのか』」と題して放送された。

### 『Daisy Music』の配給先移行、ソニーへ復帰
2021年9月22日に、佐野の公式Facebookにて、自主レーベル『Daisy Music』の配給先をユニバーサルミュージックからソニー・ミュージックに移行したと発表した。佐野は、ファンクラブ会報誌『Cafe Bohemia』のインタビューにて「契約書を取り交わしにソニー・ミュージックに行ってきた。エントランスでスタッフが歓迎し、入口にはWELCOME BACK, MOTOという看板が立て掛けられていた。突然のことで嬉しかった。思い返せば、僕はあの時代に翻弄されるように独立宣言をし、Daisy Musicを設立して以降、独立独歩でここまでやってきた。ソニーとの再会は良い運命だと思う」とコメントしている。
2022年3月、2021年度第72回芸術選奨文部科学大臣賞を受賞したことが発表された。
2022年3月28日、4月8日に配信限定のオリジナルアルバム『ENTERTAINMENT!』が、7月6日にもう一枚のオリジナルアルバム『今、何処 (WHERE ARE YOU NOW)』がリリースされることが発表された。
2022年5月23日、「桑田佳祐 feat. 佐野元春, 世良公則, Char, 野口五郎」名義でチャリティソング「時代遅れのRock'n'Roll Band」をレコーディングし、本楽曲で同年12月31日放送の「第73回NHK紅白歌合戦」に初出演を果たした。

## 特徴・エピソード

### 人物
晩年の諏訪優と交流を持ち、アレン・ギンズバーグ、グレゴリー・コルソー、ゲイリー・スナイダーにインタビューを行うなど、ビートニクスへの造詣が深い。2007年の著書『ビートニクス』は、ビート派の作家・詩人たちについての本であり、ジャック・ケルアックが旅した地を再訪した際の文章などが収録されている。
歌詞や話の中に横文字を使う事が度々ある一方、基本として日本語の美しさに敬意を払っている事を語っている。
軽妙なトークも特徴の1つであり、『HEY! HEY! HEY! MUSIC CHAMP』（フジテレビ系列）に出演した際、海岸を散策していた時に佐野を遠くから見つめる野生動物に向かって「こっちへ来いよ」と呼びかけたエピソードを話し、ダウンタウンに激しく突っ込まれ、1997年4月7日に同番組の特番「HEY! HEY! HEY! Music Award」に出演した際に「動物愛護賞」を授与された。また、2009年に『ダウンタウンのガキの使いやあらへんで!』(日本テレビ)で放送された「クイズ佐野元春の500のコト」に出演した際には、予測不能な回答を連発し、出演者を翻弄させている。こういったダウンタウンの番組への出演や『とんねるずの生でダラダラいかせて!!』の企画への関わり（とんねるずの生でダラダラいかせて!!#全盛期を参照）でも分かるようにバラエティー番組と佐野との相性や親和性についても高く評価されている。佐野もお笑いのことを「センス・オブ・ユーモア」と形容して理解と敬意を示している。
高校と大学の1年先輩に古舘伊知郎、高校の1年先輩にルー大柴がいる。佐野はインタビューでこの2人の事を「2大うるさいやつ(笑)」と冗談交じりに語っている。また、自身の横文字を入れた喋り口調についても「ルー大柴と違って無節操に横文字を入れたりはしない」「ルー大柴と一緒にするな」と笑いを交えながら語っている。
水泳が趣味であり、週に2・3回、約1000メートル泳ぐという。
『Sweet16』は、1992年の日本レコード大賞・優秀アルバム賞を受賞した。しかし、本人は同賞受賞から2年後にマネジメント事務所の隅にひっそりと置いてあったトロフィーを見て初めてその事実に気づいたという。
ベスト・アルバム『THE SINGLES EPIC YEARS 1980-2004』リリース時点で父親と妹を亡くしている。

### 創作活動
自身はロックンロールを作っており、どんなに難しい表現の曲を作ったとしても、常に15歳から25歳の聴き手に聴いてもらうことを考えているとし、「僕は大衆音楽を作る人ではないかもしれません」とした上で「でも、誰よりも大衆音楽を作りたいと願っているアーティストでもあるんです」と述べている。
また、自身の楽曲やアルバムの作り方について「「僕は悲しいので、こんな思いをみんな聴いて、同情して」みたいな曲は、僕は絶対に歌わない。“私の歌”、“僕の歌”というのは、一切書いてこなかった。“私”が主体じゃなくて、“私たち”が主体の音楽を上手く書けたらいいなと、ずっと思いながら続けてきました。本当のことを言うと、曲を書く時に、僕が個人的に言いたいことは、何もない」「その時代、その時代の、僕の新聞のようなもの」「曲のタイトルがヘッドライン」「僕の思いを入れない方が、上手くいくわけです」「自分の曲を歌って、自分自身がエキサイトするものでなければ、大抵は駄作だなって思っている。だいたい、僕なんかより、もっと感受性の強い人たちが聴いてくれているんだから、リスナーを絶対に見くびったりはしないし、いつも恐る恐る「大丈夫かな?」と思いながらソングライティングしています」「だから、客観的な表現になるんだろうね」「僕のような風来坊が考えていることなんて、どうでもいいことなんです（笑）」と述べている。
デビュー時からビートを重視した歌詞作りを心掛けており、「情けない週末」ではウィリアム・S・バロウズの技法が取り入れられており、意味を落とした単語の羅列だけで畳みかける箇所がある。また、アルバム『VISITORS』ではヒップホップやラップが取り入れられている。また、日本ではメイン・ストリームであまり浸透していないスポークン・ワーズにも積極的に取り組んでおり、佐野は自身がスポークン・ワーズをやる理由を「パフォーマーがどの国籍に属していようと一定の理解が得られるはずだという確信のもと、それを試してみました」「僕は自分の母国の言葉に誇りをもっています。母国語でスポークンワーズすることが、自分にとってはとても大事です。原語の理解を超えて、他の文化圏の人に通じるものがあるはずだ、という確信がどこから生まれるかといえば、それは母国語に対する信頼にあると思います」と述べている。
実体験に基づいて作詞しているのかと聞かれることもあるというが、本人によると「100％自分の事を歌った詩はひとつもない」といい、「そういう意味では自分は作家なんだなと思います」と述べている。事実、前述したとおり佐野の楽曲には学生時代に書かれた楽曲がプロになってから正式に発表されたケースも存在している。
発表の有無を問わず、午前中には楽器を弾いたり作詞・作曲をしているという。また、ストックは100曲以上に及ぶといい、曰く「インストゥルメンタルの曲だったら毎日できる。難しいのは言葉付きの音楽。言葉がないんだったら、いくらでも出てきます」という。
政治的な事柄を詩の中で取り上げる事については「ソングライターとして日々生きていますから、恋愛も政治も経済も社会的な何かも全てフラット。特にポリティカル（政治的）なことに集中して詞を書くなんて不自然なことはやっていません。普通に曲を書いていれば、そうしたところに触れてくるのは、僕の中では当然なことです」と述べている。また、2020年10月8日の朝日新聞の記事の中では自己検閲を最大の敵として挙げている。

### 使用している・いたギター
- フェンダー・ストラトキャスター
デビュー当時から使っている1973年製のストラトキャスター。カスタムカラーのレッドが印象的で、バックはバックルの傷がある。
30周年ツアーのファイナルでも常時使用していた定番モデル。
- フェンダー・ジャズマスター
1960年製のジャズマスター。ドット・ネックのオールド・モデル。初期のロックンロール・ナイト・ツアー、ビジターズ・ツアーで使用していたが、一時期お目にかかることがなくなり、HKBのライブで復活している。
- Gibson Custom shop Southern Jumbo 
全世界で36本だけ限定生産されたアニバーサリー・モデル。ハイランダーのピエゾ・マイクが内蔵されている。
- ギブソン・ES-335
1972年製。「The Milk Jam Tour」や「星の下路の上ツアー」でも使用。
- Gibson Byrdland
ヴィジターズのライブ・ビデオのなかでも使用しているギター。ギブソン社のジャズ・ギターの代表機種のひとつ。
通称フローレンタイン カッタウェイ（シャープド・カッタウェイ）と呼ばれているもので1960年から1968年までしか製造されていない貴重なもの。
- Gretsch Rock Jet
「The Barn」ツアーでも使用
- Takamine NPT-115
「See Far Miles Tour PartⅡ」ツアー[47]から「The Barn」ツアーまで使用されたギター。このギターはのちに『ダウンタウンのガキの使いやあらへんで!』（日本テレビ）で放送された「クイズ佐野元春の500のコト」の中で、優勝賞品として田中直樹（ココリコ）に贈呈され、長年保管され続けている。2022年秋に名盤ライブ「Sweet 16」が開催された際には一時的に佐野の元へ返還された[48][49]。
- Gretsch Duo Jet
忌野清志郎を追悼するトリビュート・コンサート「忌野清志郎ロックン・ロール・ショー 日本武道館 LOVE&Peace」に初出演した際に使っていたギターで、THE COYOTE BANDでも使用。

## 評価
爆笑問題、松本人志（ダウンタウン）、石橋貴明（とんねるず）、山口智充、スガシカオ、小川洋子、野茂英雄、マキタスポーツ、立川志らべ、武田真一など幅広い著名人が佐野のファンであることを公言しており、佐野も彼らに対し分け隔てなく接している。『週刊SPA!』2011年3月15日号で対談をしたことがあるマキタスポーツは、自身のブログでその事を振り返り、佐野の「僕はどんなリーダーにも従わせない側にいたい、そのリーダー達が怖がるような存在でいたい」という発言を大好きであると述べ、「あんなアーティストに俺もなりたいよ。誤解も正当な評価も飲み込むような、大きいね」とまとめている。
株式会社ロッキング・オン社長の渋谷陽一は、ROCKIN'ON JAPANを刊行する際「第一号の表紙は絶対に佐野元春しかいないと思っていた」と語っている。一方で渋谷は、デビュー前の佐野に評論家の見地から苦言を呈してもいる。
佐野の存在は音楽界をも震撼させ、沢田研二のプロデューサーが佐野の才能に惚れ込み、楽曲提供を依頼するほどとなった。
同世代であり、1983年に『元春レイディオ・ショー』で共演して以来、渡米時のニューヨークの佐野の家を訪れたり文通などの交流を行っている桑田佳祐（サザンオールスターズ）は佐野の才能を認めており、2013年のAct Against AIDSイベント「昭和八十八年度! 第二回ひとり紅白歌合戦」で「SOMEDAY」をカバーしたり、自身のラジオ番組「桑田佳祐のやさしい夜遊び」で佐野の楽曲を取り上げたりしている。また、佐野も桑田の才能を認めており、自身が司会を務めた「佐野元春のザ・ソングライターズ」で真っ先に桑田に出演オファーをしたが、その当時がちょうど桑田が食道がんで休養していた時期と重なったため実現しなかった。
ヒートウェイヴの山口洋は、アイルランドでヴァン・モリソンのライブを観るが、彼のツアーに同行しているはずの、もう一人のヒーロー・オルガン奏者のジョージィ・フェイムはそこに居なかった。なぜならば、佐野の楽曲製作のために日本にいたからなのだが、ヴァンのライブにトラを立ててまで参加すべき音楽なんて、日本にあるものか!と勝手に腹を立てたという。その後発売された佐野のアルバム『The Circle』に収録されている、ジョージィ・フェイムが参加した楽曲「君を連れてゆく」を聴いて、とても深い感銘を受けたという。”ヴァンのライブにトラを立ててまで参加すべき音楽が日本にはあったのだ”と…山口は佐野に手紙を書き、ヒートウェイヴのためのプロデュースを依頼した。その時製作されたアルバム『1995』には、佐野がプロデュースした「BRAND NEW DAY/WAY」と「オリオンへの道」が収録されている。

## 作品

### シングル
| #                               | タイトル                                  | 発売日         |
| EPIC・ソニー                    |                                           |                |
| 1st                             | アンジェリーナ                            | 1980年3月21日  |
| 2nd                             | ガラスのジェネレーション                  | 1980年10月21日 |
| 3rd                             | Night Life                                | 1981年2月25日  |
| 4th                             | SOMEDAY                                   | 1981年6月21日  |
| 5th                             | ダウンタウン・ボーイ                      | 1981年10月21日 |
| 6th                             | 彼女はデリケート                          | 1982年3月21日  |
| 7th                             | Sugartime                                 | 1982年4月21日  |
| 8th                             | Happy Man                                 | 1982年8月25日  |
| 9th                             | スターダスト・キッズ                      | 1982年11月21日 |
| 10th                            | グッドバイからはじめよう                  | 1983年3月5日   |
| 11th                            | TONIGHT                                   | 1984年4月21日  |
| 12th                            | COMPLICATION SHAKEDOWN                    | 1984年6月21日  |
| 13th                            | VISITORS                                  | 1984年9月21日  |
| 14th                            | NEW AGE                                   | 1984年11月21日 |
| 15th                            | Young Bloods                              | 1985年2月1日   |
| 16th                            | リアルな現実 本気の現実                   | 1985年6月21日  |
| EPIC・ソニー / M's Factory      |                                           |                |
| 17th                            | STRANGE DAYS -奇妙な日々-                 | 1986年5月21日  |
| 18th                            | SEASON IN THE SUN -夏草の誘い-            | 1986年7月21日  |
| 19th                            | WILD HEARTS -冒険者たち-                  | 1986年9月21日  |
| EPIC/SONY RECORDS / M's Factory |                                           |                |
| 20th                            | ガラスのジェネレーション (LIVE)           | 1988年2月26日  |
| 21st                            | 警告どおり 計画どおり                     | 1988年8月18日  |
| 22nd                            | 約束の橋                                  | 1989年4月21日  |
| 23rd                            | ナポレオンフィッシュと泳ぐ日              | 1989年8月21日  |
| 24th                            | シティチャイルド                          | 1989年10月8日  |
| 25th                            | 雪―あぁ世界は美しい                       | 1989年12月9日  |
| 26th                            | ジャスミンガール                          | 1990年10月1日  |
| Epic Sony Records / M's Factory |                                           |                |
| 27th                            | ぼくは大人になった                        | 1991年4月10日  |
| 28th                            | また明日...                               | 1992年1月22日  |
| 29th                            | 誰かが君のドアを叩いている                | 1992年4月8日   |
| 30th                            | 約束の橋/SWEET 16                         | 1992年10月28日 |
| 31st                            | 彼女の隣人/レインボー・イン・マイ・ソウル | 1992年11月21日 |
| 32nd                            | 十代の潜水生活/経験の唄                   | 1995年11月1日  |
| 33rd                            | 楽しい時 -Fun Time                        | 1996年1月21日  |
| 34th                            | ヤァ! ソウルボーイ                        | 1996年5月22日  |
| 35th                            | ヤング・フォーエバー -Young Forever-      | 1997年11月1日  |
| 36th                            | Doctor                                    | 1998年4月22日  |
| Epic Records / M's Factory      |                                           |                |
| 37th                            | 僕は愚かな人類の子供だった                | 1999年3月1日   |
| 38th                            | だいじょうぶ、と彼女は言った              | 1999年7月23日  |
| 39th                            | INNOCENT                                  | 1999年12月20日 |
| GO4 Records                     |                                           |                |
| 40th                            | TONIGHT [Live]                            | 2003年2月10日  |
| Epic Records / M's Factory      |                                           |                |
| 41st                            | 君の魂 大事な魂                           | 2003年12月17日 |
| 42nd                            | 月夜を往け                                | 2004年5月19日  |
| Daisy Music                     |                                           |                |
| 43rd                            | 星の下 路の上                             | 2005年12月17日 |

### 12インチ・シングル
| #                          | タイトル                                           | 発売日         |
| EPIC・ソニー               |                                                    |                |
| 1st                        | TONIGHT (Special Extended Club Mix)                | 1984年4月21日  |
| 2nd                        | COMPLICATION SHAKEDOWN (Special Extended Club Mix) | 1984年6月21日  |
| 3rd                        | Young Bloods (Special Dance Mix)                   | 1985年3月21日  |
| 4th                        | CHRISTMAS TIME IN BLUE -聖なる夜に口笛吹いて-      | 1985年11月21日 |
| EPIC・ソニー / M's Factory |                                                    |                |
| 5th                        | 99 BLUES-Extended Mix-                             | 1987年6月3日   |
| 6th                        | インディビジュアリスト-Extended Mix-               | 1987年11月21日 |

### デュエット
| 名義                  | タイトル                    | 発売日        |
| EPIC/SONY RECORDS     |                             |               |
| 渡辺美里 佐野元春     | Home Planet -地球こそ私の家 | 1990年8月22日 |
| Victor Entertainment  |                             |               |
| 佐野元春 & 雪村いづみ | トーキョー・シック          | 2014年2月12日 |

### 配信限定シングル
| #           | タイトル                                       | 発売日         |
| Daisy Music |                                                |                |
| 1st         | 光 -The Light                                  | 2005年8月17日  |
| 2nd         | 星の下 路の上                                  | 2005年11月16日 |
| 3rd         | 世界は誰の為に                                 | 2007年4月18日  |
| 4th         | 君が気高い孤独なら                             | 2007年5月30日  |
| 5th         | 月と専制君主 -Boys & Girls Version-            | 2011年1月12日  |
| 6th         | トーキョー・シック                             | 2012年5月9日   |
| 7th         | La Vita é Bella (ラ・ヴィータ・エ・ベラ)       | 2012年8月29日  |
| 8th         | 世界は慈悲を待っている                         | 2013年1月30日  |
| 9th         | みんなの願いかなう日まで                       | 2013年12月4日  |
| 10th        | ラジオ・デイズ                                 | 2014年3月12日  |
| 11th        | 君がいなくちゃ                                 | 2015年3月4日   |
| 12th        | 境界線                                         | 2015年4月22日  |
| 13th        | 純恋（すみれ）                                 | 2017年6月30日  |
| 14th        | こんな夜には c/w 最新マシンを手にした子供達    | 2017年11月1日  |
| 15th        | 愛が分母                                       | 2019年8月14日  |
| 16th        | エンタテイメント!                              | 2020年4月22日  |
| 17th        | 合言葉 - Save It for a Sunny Day               | 2020年10月30日 |
| 18th        | 街空ハ高ク晴レテ - City Boy Blue               | 2021年4月23日  |
| 19th        | 銀の月                                         | 2021年10月22日 |
| 20th        | クロエ                                         | 2022年7月6日   |
| 21st        | さよならメランコリア                           | 2023年1月20日  |
| 22nd        | Youngbloods (New Recording 2024)               | 2024年6月5日   |
| 23rd        | つまらない大人にはなりたくない (New Recording) | 2025年1月17日  |

### 配信限定EP
| #           | タイトル     | 発売日         |
| Daisy Music |              |                |
| 1st         | 或る秋の日   | 2016年11月11日 |
| 2nd         | Not Yet Free | 2017年10月20日 |

### オリジナル・アルバム
| #                               | タイトル                     | 発売日         |
| EPIC・ソニー                    |                              |                |
| 1st                             | BACK TO THE STREET           | 1980年4月21日  |
| 2nd                             | Heart Beat                   | 1981年2月25日  |
| 3rd                             | SOMEDAY                      | 1982年5月21日  |
| 4th                             | VISITORS                     | 1984年5月21日  |
| EPIC・ソニー / M's Factory      |                              |                |
| 5th                             | Café Bohemia                 | 1986年12月1日  |
| EPIC/SONY RECORDS / M's Factory |                              |                |
| 6th                             | ナポレオンフィッシュと泳ぐ日 | 1989年6月1日   |
| 7th                             | Time Out!                    | 1990年11月9日  |
| Epic Sony Records / M's Factory |                              |                |
| 8th                             | Sweet16                      | 1992年7月22日  |
| 9th                             | The Circle                   | 1993年11月10日 |
| 10th                            | FRUITS                       | 1996年7月1日   |
| 11th                            | THE BARN                     | 1997年12月1日  |
| Epic Records / M's Factory      |                              |                |
| 12th                            | Stones and Eggs              | 1999年8月25日  |
| Daisy Music                     |                              |                |
| 13th                            | THE SUN                      | 2004年7月21日  |
| 14th                            | COYOTE                       | 2007年6月13日  |
| 15th                            | ZOOEY                        | 2013年3月13日  |
| 16th                            | BLOOD MOON                   | 2015年7月22日  |
| 17th                            | MANIJU                       | 2017年7月19日  |
| 18th                            | 或る秋の日                   | 2019年10月9日  |
| 19th                            | ENTERTAINMENT!               | 2022年4月8日   |
| 20th                            | 今、何処 (WHERE ARE YOU NOW) | 2022年7月6日   |
| 21st                            | HAYABUSA JET I               | 2025年3月12日  |

### ミニ・アルバム
| #           | タイトル               | 発売日        |
| Daisy Music |                        |               |
| 1st         | THE SUN STUDIO EDITION | 2005年8月17日 |

### ベスト・アルバム
| #                               | タイトル                                                       | 発売日         |
| EPIC・ソニー                    |                                                                |                |
| 1st                             | No Damage (14のありふれたチャイム達)                           | 1983年4月21日  |
| EPIC/SONY RECORDS / M's Factory |                                                                |                |
| 2nd                             | Moto Singles 1980-1989                                         | 1990年5月12日  |
| Epic Sony Records               |                                                                |                |
| 3rd                             | Slow Songs                                                     | 1991年8月28日  |
| 4th                             | No Damage II (GREATEST HITS 84-92)                             | 1992年12月9日  |
| Epic Records / M's Factory      |                                                                |                |
| 5th                             | The 20th Anniversary Edition 1980-1999 his words and music     | 2000年1月21日  |
| 6th                             | G*R*A*S*S 〜The 20th Anniversary Edition's 2nd〜               | 2000年11月22日 |
| GO4 Records / Epic Records      |                                                                |                |
| 7th                             | Spoken Words Collected Poems 1985-2000                         | 2000年12月18日 |
| Epic Records                    |                                                                |                |
| 8th                             | THE LEGEND - Early days of Motoharu Sano                       | 2003年1月1日   |
| Sony Music Direct / GT music    |                                                                |                |
| 9th                             | THE SINGLES EPIC YEARS 1980-2004                               | 2006年7月12日  |
| 10th                            | BEATITUDE Collected Poems and Vision 1985-2003                 | 2007年9月12日  |
| 11th                            | ベリー・ベスト・オブ・佐野元春「ソウルボーイへの伝言」         | 2010年9月29日  |
| 12th                            | MOTOHARU SANO GREATEST SONGS COLLECTION 1980-2004              | 2020年10月7日  |
| Daisy Music                     |                                                                |                |
| 13th                            | THE ESSENTIAL TRACKS MOTOHARU SANO & THE COYOTE BAND 2005-2020 | 2020年10月7日  |

### ライブ・アルバム
| #                               | タイトル                                                                  | 発売日         |
| EPIC/SONY RECORDS / M's Factory |                                                                           |                |
| 1st                             | HEARTLAND                                                                 | 1988年4月21日  |
| Epic Sony Records / M's Factory |                                                                           |                |
| 2nd                             | THE GOLDEN RING Motoharu Sano with Ｔhe Heartland Live 1983-1994          | 1994年8月26日  |
| Epic Records / GO4 Records      |                                                                           |                |
| 3rd                             | In motion 2001 - 植民地の夜は更けて 鎌倉芸術館ライブ 2001.9.21-22         | 2001年12月     |
| 4th                             | in motion 2003 - 増幅                                                     | 2004年5月28日  |
| Daisy Music                     |                                                                           |                |
| 5th                             | THE SUN LIVE AT NHK HALL                                                  | 2005年8月31日  |
| 6th                             | MOTOHARU SANO & THE COYOTE GRAND ROCKESTRA LIVE AT 東京国際フォーラム     | 2017年5月31日  |
| 7th                             | 2022 LIVE AT SENDAI, FUKUOKA, OSAKA                                       | 2022年11月18日 |
| 8th                             | 佐野元春 & ザ・コヨーテ・バンド:ライブ「今、何処」東京国際フォーラム 2023 | 2024年3月6日   |

### リミックス・アルバム
| #                               | タイトル                       | 発売日        |
| Epic Sony Records / M's Factory |                                |               |
| 1st                             | Dance Expression of The Circle | 1994年1月21日 |

### セルフカバー・アルバム
| #           | タイトル     | 発売日        |
| Daisy Music |              |               |
| 1st         | 月と専制君主 | 2011年1月26日 |
| 2nd         | 自由の岸辺   | 2018年5月23日 |

### コンピレーション・アルバム
| #                               | タイトル                 | 発売日        |
| EPIC/SONY RECORDS / M's Factory |                          |               |
| 1st                             | mf Various Artists Vol.1 | 1989年8月21日 |

### 企画盤
| #                            | タイトル                                | 発売日         |
| Epic Records / M's Factory   |                                         |                |
| 1st                          | SOMEDAY Collector's Edition             | 2002年5月22日  |
| 2nd                          | VISITORS 20th Anniversary Edition       | 2004年2月25日  |
| Sony Music Direct / GT music |                                         |                |
| 3rd                          | The Essential Café Bohemia              | 2006年12月6日  |
| 4th                          | ナポレオンフィッシュと泳ぐ日 限定編集版 | 2008年6月4日   |
| 5th                          | NO DAMAGE:DELUXE EDITION                | 2013年12月25日 |
| 6th                          | VISITORS:DELUXE EDITION                 | 2014年10月29日 |
| 7th                          | THE BARN DELUXE EDITION                 | 2018年3月28日  |
| 8th                          | SWEET16 30th Anniversary Edition        | 2023年2月22日  |
| 9th                          | The Circle 30th Anniversary Edition     | 2024年12月25日 |

### カセット・ブック
| #                          | タイトル          | 発売日        |
| 小学館                     |                   |               |
| 1st                        | ELECTRIC GARDEN   | 1985年5月25日 |
| EPIC・ソニー / M's Factory |                   |               |
| 2nd                        | ELECTRIC GARDEN#2 | 1986年7月31日 |

### トリビュート・アルバム
| #           | タイトル                              | 発売日        |
| PIONEER LDC |                                       |               |
| 1st         | BORDER - A Tribute to Motoharu Sano - | 1996年8月31日 |

### 映像作品
| #                               | タイトル                                                                    | 発売日         |
| EPIC・ソニー                    |                                                                             |                |
| 1st                             | Truth '80〜'84                                                              | 1984年12月1日  |
| 2nd                             | Visitors Tour '84〜'85                                                      | 1985年7月21日  |
| EPIC/SONY RECORDS / M's Factory |                                                                             |                |
| 3rd                             | Café Bohemia Live! 1986-1987                                                | 1988年11月2日  |
| 4th                             | THE OUT TAKES                                                               | 1988年11月2日  |
| 5th                             | MOTO CLIP VOL.1                                                             | 1989年11月22日 |
| 6th                             | ナポレオンフィッシュ・ツアー '89 〜自由への新しい航海〜                     | 1990年4月8日   |
| -                               | ジャスミンガール (Video Single Disc)                                        | 1990年12月21日 |
| 7th                             | LIVE ＜TIME OUT!＞ '90                                                      | 1991年3月21日  |
| Epic Sony Records / M's Factory |                                                                             |                |
| 8th                             | 1992 See Far Miles Tour part I                                              | 1992年10月21日 |
| 9th                             | 1992-1993 See Far Miles Tour part II                                        | 1993年6月23日  |
| 10th                            | Visual Expression of THE CIRCLE                                             | 1993年12月1日  |
| 11th                            | They called the band 'THE HEARTLAND'                                        | 1995年1月21日  |
| 12th                            | FRUITS                                                                      | 1996年7月1日   |
| 13th                            | THE INTERNATIONAL HOBO KING BAND FEATURING MOTOHARU SANO IN FRUITS TOUR '96 | 1997年3月31日  |
| Epic Records / M's Factory      |                                                                             |                |
| 14th                            | THE BARN TOUR '98-LIVE IN OSAKA                                             | 1998年7月18日  |
| Sony Music Entertainment        |                                                                             |                |
| -                               | デジタル・アートピース 僕は愚かな人類の子供だった                           | 1999年2月15日  |
| Epic Records / M's Factory      |                                                                             |                |
| 15th                            | The 20th Anniversary Tour 2000.3.11 日本武道館                              | 2000年7月19日  |
| 16th                            | MOTOHARU SANO LIVE ANTHOLOGY 1980-2000                                      | 2000年11月1日  |
| 17th                            | in motion 2001 〜植民地の夜は更けて〜                                       | 2002年1月23日  |
| 18th                            | PLUG & PLAY '02                                                             | 2003年2月19日  |
| M's Factory                     |                                                                             |                |
| -                               | SELF LINER NOTES 佐野元春インタビュー 'THE SUN'を語る                       | 2005年1月8日   |
| Daisy Music                     |                                                                             |                |
| 19th                            | THE SUN LIVE and RECORDINGS                                                 | 2005年6月22日  |
| Sony Music Direct / GT music    |                                                                             |                |
| 20th                            | THE VIDEOS EPIC YEARS 1980-2004                                             | 2006年7月12日  |
| Daisy Music                     |                                                                             |                |
| 21st                            | 「星の下 路の上」 2006.4.2 LIVE AT 東京国際フォーラム / HALL A              | 2006年11月22日 |
| 22nd                            | MOTOHARU SANO COYOTE 2009.7.26 LIVE at ZeppTokyo                            | 2009年12月21日 |
| 23rd                            | 佐野元春 30th Anniversary Tour ALL FLOWERS IN TIME                          | 2011年12月14日 |
| Sony Music Direct / GT music    |                                                                             |                |
| 23rd                            | MOTOHARU SANO LIVE ANTHOLOGY 1980-2010                                      | 2012年4月25日  |
| Daisy Music                     |                                                                             |                |
| 24th                            | ライブ・アット・東京国際フォーラム 2013.2.23                                | 2013年12月22日 |
| 24th                            | 35TH.ANNIVERSARY TOUR FINAL                                                 | 2016年12月21日 |
| Sony Music Direct / GT music    |                                                                             |                |
| 25th                            | FILM NO DAMAGE                                                              | 2018年10月24日 |
| Daisy Music                     |                                                                             |                |
| 26th                            | 2018「MANIJU」ツアー・ファイナル = 東京ドームシティ・ホール                 | 2018年12月26日 |
| 27th                            | 'SMOKE & BLUE' 佐野元春＆THE HOBO KING BAND BILLBOARD TOKYO LIVE 2019       | 2019年12月28日 |
| 28th                            | 40TH.ANNIVERSARY 'YAH!'                                                     | 2021年12月22日 |
| 29th                            | 名盤ライブ「SOMEDAY」                                                       | 2022年5月25日  |
| 30th                            | 名盤ライブ「SWEET16」                                                       | 2023年6月28日  |
| 31st                            | 佐野元春 & ザ・コヨーテ・バンド:ライブ「今、何処」東京国際フォーラム 2023   | 2024年3月6日   |

### ボックス・セット
| #                            | タイトル                                              | 発売日         |
| Sony Music Direct / GT music |                                                       |                |
| 1st                          | MOTOHARU SANO 1990-1999 ORIGINAL ALBUM REMASTERED     | 2009年12月21日 |
| ユーキャン                   |                                                       |                |
| 2nd                          | SOUND & VISION 1980-2010                              | 2011年5月16日  |
| Sony Music Direct / GT music |                                                       |                |
| 3rd                          | MOTOHARU SANO THE COMPLETE ALBUM COLLECTION 1980-2004 | 2021年6月16日  |

## タイアップ
| 楽曲                              | タイアップ                                                                               | 時期   |
| --------------------------------- | ---------------------------------------------------------------------------------------- | ------ |
| WONDERLAND <WALKMANのテーマ>      | SONY「WALKMAN」CMソング                                                                  | 1982年 |
| Young Bloods                      | 国際青年年テーマソング                                                                   | 1985年 |
| リアルな現実 本気の現実           | 朝日新聞社「朝日新聞」CMソング                                                           | 1985年 |
| 再び路上で                        | CANON 一眼レフカメラ CMソング                                                            | 1985年 |
| SOMEDAY                           | JR東海「ファイト!エクスプレス」CMソング                                                  | 1990年 |
| SOMEDAY                           | コダック「SUPER Goldフィルム」CMソング                                                   | 1990年 |
| SOMEDAY                           | TBS系アニメ「新幹線変形ロボ シンカリオン」挿入歌                                         | 2019年 |
| 恋する男                          | 安田海上火災保険CMソング                                                                 | 1990年 |
| Home Planet -地球こそ私の家       | TBS系「宇宙プロジェクト」トータルテーマソング                                            | 1990年 |
| また明日...                       | TBS系「筑紫哲也 NEWS23」エンディングテーマ                                               | 1992年 |
| 誰かが君のドアを叩いている        | TDK カセットテープ「NEW SR60」CMソング                                                   | 1992年 |
| 約束の橋                          | フジテレビ系ドラマ「二十歳の約束」主題歌                                                 | 1992年 |
| 彼女の隣人                        | ローソン CMソング                                                                        | 1992年 |
| レインガール                      | トヨタ・カルディナ CMソング                                                              | 1995年 |
| 経験の唄                          | 住友生命「愛&愛」CMソング                                                                | 1995年 |
| 楽しい時 -Fun Time                | テレビ朝日系「ビートたけしのTVタックル」エンディングテーマ                               | 1996年 |
| だいじょうぶ、と彼女は言った      | フジテレビ系「奇跡体験!アンビリバボー」エンディングテーマ                                | 1999年 |
| SOMEDAY                           | 亀田製菓「亀田の柿の種」CMソング（イントロ部分のみ）                                     | 2001年 |
| 夜空の果てまで                    | NTT DoCoMo『FOMAエリア「つながる」宣言篇』CMソング                                       | 2007年 |
| La Vita é Bella                   | トヨタ・マークX CMソング                                                                 | 2012年 |
| 彼女                              | 東宝映画『劇場版 SPEC〜結〜 爻ノ篇』挿入歌                                               | 2013年 |
| 虹をつかむ人                      | WOWOWプライム ドラマ「配達されたい私たち」主題歌                                         | 2013年 |
| 夜空の果てまで                    | NTT docomo『LTE「やるべきことはまだまだある」篇 』CMソング                               | 2013年 |
| 境界線                            | 読売新聞社「読売新聞」CMソング                                                           | 2015年 |
| 私の人生                          | キヤノン「EOS 8000D」オリジナル連続Webドラマ「遠まわりしようよ、と少年が言った。」主題歌 | 2015年 |
| 新世界の夜 - Instrumental version | 映画「眩暈 VERTIGO」主題曲                                                               | 2022年 |
| クロエ                            | フジテレビ系ドラマ「月とケーキ」主題歌                                                   | 2023年 |
| 僕にできることは                  | フジテレビ系ドラマ「月とケーキ2」主題歌                                                  | 2024年 |
| 今、何処                          | 映画「大いなる不在」エンディングテーマ                                                   | 2024年 |

## ラジオ番組
- サウンドストリート「元春 Radio Show」（NHK-FM、毎週月曜PM10:00 - 、1980年 - 1986年）[3]
- 元春レイディオ・ショー（NHK-FM、毎週火曜PM11:00 - AM0:00、2009年3月31日 - 2014年3月18日）
- SOUND AVENUE 905「元春レイディオ・ショー」（TBSラジオ、火曜日担当PM21:00 - PM22:00、2015年9月29日 - 2016年3月24日）
- AJI FM SUPER MIXTURE（TOKYO FM 毎週日曜日PM3:00-3:55、1987年 - 1989年）
- ASAHI BEER TASTY MUSIC TIME（TOKYO FM、月曜 - 金曜、PM11:00-11:20、1990年 - 1991年）
- Toyota Radio Fish（TOKYO FM、毎週土曜日PM8:00 - 8:55、2002年10月 - 2005年3月）
- Heartland Hour（FM横浜、毎週日曜日AM10:00 - 11:00、1985年 - 1987年）[3]

## TV番組
音楽番組
- ファイティング80's（1980年、TVK）
- ライヴエイド（1985年、フジテレビ）
- 佐野元春ロックンロール・ポエトリー（1993年、NHK教育）
- MusiG（2006年-2007年、よみうりテレビ製作・日本テレビ系）
- 佐野元春のザ・ソングライターズ シリーズ（2009年 - 2012年、NHK Eテレ）
  - 佐野元春のザ・ソングライターズ1（2009年7月 - 9月）
  - 佐野元春のザ・ソングライターズ2（2010年6月 - 9月）
  - 佐野元春のザ・ソングライターズ3（2011年4月 - 7月）
  - 佐野元春のザ・ソングライターズ4（2012年10月 - 12月）

- 佐野元春のBack to the Roots〜ビートの原点を探す旅20,000キロ（2013年12月28日、BSジャパン） - ナビゲーター
- 佐野元春×浦沢直樹 〜僕らの“ボブ・ディラン”を探して〜（2014年5月24日、NHK Eテレ） ディランゆかりの地を浦沢直樹と訪れた。
- SONGS（2020年10月3日、NHK総合）
- INVITATION（2021年11月27日、WOWOW）
- 第73回NHK紅白歌合戦（2022年12月31日、NHK総合）

トーク番組
- 2000年のイノセント（2000年、テレビ朝日） - 野茂英雄、吉井理人と対談
- SWITCHインタビュー 達人達（NHK Eテレ、2014年4月5日） - 浦沢直樹と対談、（2021年3月27日）吉増剛造と対談
- ミュージック・モア（東京MXテレビ、2021年4月3日） - クリス松村と対談、ライブ映像
- 太田光のテレビの向こうで（2024年1月4日、BSフジ）

バラエティ
- アフリカのツメ（2004年 - 2005年、よみうりテレビ製作・日本テレビ系）
- ダウンタウンのガキの使いやあらへんで!! 第8回クイズ佐野元春の500のコト（2009年4月26日・5月3日、日本テレビ系）

教養番組
- 日曜美術館「アートの旅 みつけよう、美 秋編」（2015年12月6日、NHK Eテレ） 鳥取砂丘、植田正治写真美術館、植田正治の生家を訪れた。

ドラマ
- SPEC〜警視庁公安部公安第五課 未詳事件特別対策係事件簿〜シリーズ（TBS） - 当麻天 役
  - SPEC〜警視庁公安部公安第五課 未詳事件特別対策係事件簿〜 最終話（2010年12月17日）
  - SPEC〜零〜（2013年10月23日）
  - このほか、同作の映画化作品『劇場版 SPEC〜結〜 爻ノ篇』挿入歌に佐野の楽曲「彼女」が使われた。

## CM出演
- TDKカセットテープ「NEW SR60」
- トヨタ・カルディナ
- アサヒビール・アサヒ本生アクアブルー
- サッポロビール・サッポロ生ビール黒ラベル（大人エレベーター）

## 楽曲提供
| 歌手名                    | 曲名                                 | 収録（初出のみ）                           | 年     | 作詞                          | 作曲                       |
| ------------------------- | ------------------------------------ | ------------------------------------------ | ------ | ----------------------------- | -------------------------- |
| ANDY'S                    | FREEDOM                              | シングル「FREEDOM」                        | 1997年 | ANDY・SHOW・JOSE・MOTO        | MOTO                       |
| 伊藤銀次                  | そして誰のせいでもない               | アルバム『Baby Blue』                      | 1982年 | 佐野元春                      | 佐野元春                   |
| 伊藤銀次                  | 恋のソルジャー                       | アルバム『Sugar Boy Blues』                | 1982年 | 佐野元春                      | 佐野元春                   |
| 伊藤つかさ                | ストロベリーフィールド               | アルバム『タッチ』                         | 1982年 | 売野雅勇                      | Holland Rose               |
| イミテーション            | 恋の片道キップ                       | シングル「恋の片道キップ」                 | 1981年 | 佐野元春                      | 今井裕                     |
| 片岡鶴太郎                | Looking For A Fight                  | シングル「Looking For A Fight」            | 1985年 | 佐野元春                      | 佐野元春                   |
| 金子マリ                  | 最後のレイディオ・ショー ―Radio Days | アルバム『B-ethics』                       | 2006年 | 佐野元春                      | 佐野元春                   |
| KYON                      | 6210 in my house                     | アルバム『6210 in my house』               | 1996年 | 佐野元春                      | KYON                       |
| 小坂忠                    | ふたりの理由、その後                 | アルバム『Connected』                      | 2009年 | 佐野元春                      | 佐野元春                   |
| 西園寺たまき & HIP        | Oriental Girl                        | アルバム『進駐軍』                         | 1982年 | 三浦徳子                      | Holland Rose               |
| 猿岩石                    | 昨日までの君を抱きしめて             | シングル「昨日までの君を抱きしめて」       | 1998年 | 佐野元春                      | 佐野元春                   |
| 沢田研二                  | 彼女はデリケート                     | アルバム『G.S.I LOVE YOU』                 | 1980年 | 佐野元春                      | 佐野元春                   |
| 沢田研二                  | I'M IN BLUE                          | アルバム『G.S.I LOVE YOU』                 | 1980年 | 佐野元春                      | 佐野元春                   |
| 沢田研二                  | THE VANITY FACTORY                   | アルバム『G.S.I LOVE YOU』                 | 1980年 | 佐野元春                      | 佐野元春                   |
| 沢田研二                  | BYE BYE HANDY LOVE                   | アルバム『S/T/R/I/P/P/E/R』                | 1981年 | 佐野元春                      | 佐野元春                   |
| 沢田研二                  | WHY OH WHY                           | アルバム『A WONDERFUL TIME』               | 1982年 | 佐野元春                      | 佐野元春                   |
| 沢田研二                  | すべてはこの夜に                     | アルバム『NON POLICY』                     | 1984年 | 佐野元春                      | 佐野元春                   |
| ジョン・サイモン          | So Goes The Song (Love Planet)       | アルバム『Home』                           | 1998年 | Motoharu Sano & John Simon    | Motoharu Sano & John Simon |
| Darjeeling                | 流浪中                               | アルバム『8芯二葉〜雪あかりBlend』         | 2019年 | 佐野元春                      | 佐野元春・Darjeeling       |
| 永井真理子                | White Communication -新しい絆-       | シングル「White Communication -新しい絆-」 | 1990年 | 佐野元春                      | 佐野元春                   |
| 早見優                    | 彼はデリケート                       | アルバム『SHADOWS OF THE KNIGHT』          | 1986年 | 佐野元春                      | 佐野元春                   |
| バブルガム・ブラザーズ    | SOUL SPIRIT Part II                  | アルバム『SOUL SPIRIT Part II』            | 1985年 | 佐野元春                      | 佐野元春                   |
| BaBe                      | Silent Dancer                        | アルバム『Fight!』                         | 1988年 | Holland Rose                  | 大村雅朗                   |
| The Whey-hey-hey Brothers | じぶんの詩―A BEAUTIFUL DAY           | シングル「じぶんの詩―A BEAUTIFUL DAY」     | 2006年 | 佐野元春                      | 佐野元春                   |
| 松田聖子                  | ハートのイアリング                   | シングル「ハートのイアリング」             | 1984年 | 松本隆                        | Holland Rose               |
| 松田聖子                  | 今夜はソフィストケート               | アルバム『Windy Shadow』                   | 1984年 | 松本隆                        | Holland Rose               |
| 松原みき                  | スーヴェニール                       | アルバム『―Cupid―』                        | 1981年 | 三浦徳子                      | 佐野元春                   |
| 山下久美子                | So Young                             | アルバム『雨の日は家にいて』               | 1981年 | 佐野元春                      | 佐野元春                   |
| 山下久美子                | A Silver Girl (ずっと昔から)         | アルバム『Baby Baby』                      | 1982年 | 佐野元春                      | 佐野元春                   |
| 矢野顕子                  | Un Jour                              | アルバム『GRANOLA』                        | 1986年 | 佐野元春                      | 矢野顕子                   |
| 渡辺満里奈                | ダンスが終わる前に                   | アルバム『Ring-a-Bell』                    | 1996年 | 佐野元春                      | 佐野元春                   |
| ROMY                      | California                           | アルバム『KI.A.I』                         | 1985年 | 友部正人 補作詞: Holland Rose | Holland Rose               |

## 共作・コラボレーション
- 「A面で恋をして」（ナイアガラ・トライアングル）
  - 大滝詠一・杉真理との合同プロジェクト。『NIAGARA TRIANGLE Vol.2』収録。
- 「Home Planet 〜地球こそ私の家〜」
  - 渡辺美里とのデュエット。長らくアルバム未収録だったが、2006年に発売された佐野のベスト・アルバム『THE SINGLES EPIC YEARS 1980-2004』に収録されたのが初であり、2010年に渡辺のベスト・アルバム『25th Anniversary Misato Watanabe Complete Single Collection〜Song is Beautiful〜』のボーナス・トラックとして収録されている。
- 「また明日...」
  - 矢野顕子と競演。同名のシングル、アルバム『Sweet16』にそれぞれ収録されている。
- 「エイジアン・フラワーズ」
  - オノ・ヨーコ、ショーン・レノンとの競演。『Sweet16』収録。
- 「Angel」
  - ジョージィ・フェイムと競演。『The Circle』収録。
- 「GO4 Impact」
  - Dragon Ashの降谷建志と競演。『Stones and Eggs』収録。
- 「石と卵」
  - BONNIE PINKと競演。『GRASS〜The 20th Anniversary Edition's 2nd』収録。
- 「じぶんの詩」
  - 山口智充・山本耕史とのユニット「The Whey-hey-hey Brothers」として参加。
- 「自転車でおいで」
  - 矢野顕子とのデュエット。矢野のアルバム『GRANOLA』収録。
- 「So Goes The Song (Love Planets)」
  - ジョン・サイモンに詞を提供。ジョン・サイモンのアルバム『Home』収録。

## 参加作品
- 金沢明子
  - 「イエロー・サブマリン音頭」
    - エンディングの「All Together Now NO.9」のセリフで参加。
- 杉真理
  - 「Nobody」
    - コーラスで参加。

  - 「内気なジュリエット」
    - コーラスで参加。

  - 「Key Station」
    - 「I wanna be with you tonight, baby」のセリフで参加。また「佐野元春」という固有名詞が歌詞に登場する。
- 伊藤銀次
  - 「夜を駆けぬけて」
    - コーラスで参加。
- Mellowhead
  - 「エンプティ・ハンズ」
  - 「Better days」
    - ボーカルとして参加。
- PEACE BIRDS '88 ALL STARS
  - 「君を守りたい」
    - イントロ部分のボーカルとして参加。
- ヒートウェイヴ
  - 「BRAND NEW DAY/WAY」
    - プロデュースと共にコーラス、アコースティック・ギターで参加。また、歌詞カードの「インスピレーションを有難う」という欄に、ボブ・ディラン、アル・クーパーと共にクレジットされている。元THE HEARTLANDの小野田清文、西本明も参加。
- くず
  - 「虹がかかってた」
    - 楽曲の中に佐野の楽曲「レインボー・イン・マイ・ソウル」のフレーズが引用されている。冒頭では山口智充と共に「元春レイディオ・ショー」のパロディを行っている。
- N.M.L.
  - 「ZERO LANDMINE」
    - 坂本龍一が地雷除去費寄付のために呼びかけて作ったチャリティーソング。メンバーとして歌唱に参加。
- 桑田佳祐 feat. 佐野元春, 世良公則, Char, 野口五郎
  - 「時代遅れのRock'n'Roll Band」

## 著書・関連書籍
- ハートランドからの手紙 スイッチ・コーポレイション書籍出版部, 1990.11 ／角川書店（文庫版）
- Diary-studio days making of“Fruits" レコーディング日誌 PARCO出版, 1996.9
- ビートニクス コヨーテ、荒地を往く 幻冬舎, 2007.9
- THE SONGWRITERS スイッチパブリッシング 2022.3.21

### 雑誌編集
- THIS: 佐野元春による責任編集マガジン。発行時期や発行元、編集コンセプトの違いにより、3期に分かれる。
  - 第一期 1983.4〜1984.2 全4冊 CBS・ソニー出版
  - 第二期 1986.4〜1987.1 全4冊 扶桑社
  - 第三期 1994.9〜1997.5 全12冊 扶桑社

### 関連書籍
- 路上のイノセンス 下村誠 JICC出版局, 1986.8 文庫版 シンコー・ミュージック1993.6
- Scratch 伊島薫写真 CBS・ソニー出版, 1983.10
- AS 10 YEARS GO BY 渋谷陽一編 ※インタビュー集 ROCKIN'ON JAPAN, 1990.12
- 月刊カドカワ 5月号 「総力特集・佐野元春新しい夜明け」角川書店, 1991.
- The Circle of Innocence 佐野元春をめぐるいくつかの輪のなかで ぴあ, 1999.3
- 時代をノックする音 佐野元春が疾走した社会 山下柚実著 毎日新聞社, 1999.3
- 佐野元春語録 1980-1999 城山隆編 メディアファクトリー, 1999.9
- 地球音楽ライブラリー佐野元春 吉原聖洋編  ※EPIC時代までのデータを網羅した解説本 TOKYO FM出版, 2004.8
- ロック画報 20「特集・Individualist 佐野元春」ブルース・インターアクションズ, 2005.6
- Mostly Motoharu we will be with you ロックンロールとセンチメンタリズムの間に 25th anniversary/from 1980 岩本晃市郎企画編集 ストレンジ・デイズ, 2006.12
- 別冊カドカワ 総力特集 佐野元春 30th Anniversary スピリチュアル・メッセージ「音楽というカルチャーを求めて」角川書店, 2010.12